# Leigh Bardugo
Leigh Bardugo (in ebraico לי ברדוגו‎?) (Gerusalemme, 6 aprile 1975) è una scrittrice statunitense di origine israeliana, autrice di romanzi fantasy young adult e nota per le opere del Grishaverse.

## Biografia
Leigh Bardugo nasce nel 1975 a Gerusalemme e viene cresciuta dai nonni a Los Angeles. È ebrea non praticante di ascendenza sefardita da parte di padre e aschenazita da parte di madre. Nel 1997 si laurea in letteratura inglese all'Università Yale (dove è entrata a far parte della società segreta "Wolf's Head"). Prima di intraprendere la carriera di scrittrice ha lavorato nel copywriting e nel giornalismo, così come col trucco e gli effetti speciali.

### Carriera
Nel 2012 pubblica Tenebre e ossa, il primo romanzo dell'universo Grisha, di cui fanno parte anche la dilogia di Sei di corvi e la dilogia di Nikolai.

## Opere

### Grishaverse

#### Trilogia Grisha
- Tenebre e ossa (Mondadori 2020, già pubblicato nel 2012 da Piemme come Tenebre e ghiaccio) (Shadow and Bone, 2012)
- Assedio e tempesta (Mondadori 2021) (Siege and Storm, 2013)
- Rovina e ascesa (Mondadori 2021) (Ruin and Rising, 2014)

#### Dilogia diSei di Corvi
- Sei di corvi (Mondadori 2019) (Six of Crows, 2015)
- Il regno corrotto (Mondadori 2019) (Crooked Kingdom, 2016)

#### Dilogia di Nikolai
- Il re delle cicatrici (Mondadori 2022) (King of Scars 2019)
- La legge dei lupi (Mondadori 2022) (Rule of Wolves 2021)

#### Racconti
- The Witch of Duva (2012)
- The Tailor (2013)
- The Too-Clever Fox (2013)
- Little Knife (2014)
- The Demon in the Wood: A Darkling Prequel Story (2015)
- Ayama and the Thorn Wood (2017)
- The Soldier Prince (2017)
- When Water Sang Fire (2017)

#### Altri libri
- Folktales from Ravka (2015), racchiude i racconti The Witch of Duva, The Too-Clever Fox e Little Knife
- The Language of Thorns (2017), racchiude tutti i racconti tranne The Tailor e The Demon in the Wood: A Darkling Prequel Story
- Le vite dei santi. Grishaverse (The Lives of Saints, 2020), Mondadori, 2021
- Demone nel bosco. GrishaVerse (Demon in the Wood, 2022), Mondadori, 2022 [12]

### Serie di Alex Stern
- La nona casa (Mondadori 2020) (Ninth House, 2019)
- Hell Bent. Portale per l'inferno (Mondadori 2023) (Hell Bent, 2023)

### Altre opere

#### Romanzi
- Wonder Woman. Warbringer (Fabbri 2017) (Wonder Woman: Warbringer, 2017)
- Il famiglio (Mondadori 2024) (The Familiar, 2024)

#### Saggi
- We Are Not Amazons dall'antologia Last Night a Superhero Saved My Life (2016)

#### Racconti Brevi
- Verse Chorus Verse, in Slasher Girls & Monster Boys, di April Genevieve Tucholke (2015)
- Head, Scales, Tongue, and Tail, in Summer Days and Summer Nights, di Stephanie Perkins (2016)

## Adattamenti
Nel gennaio 2019, Netflix annuncia la produzione di una prima stagione di otto episodi tratta da Tenebre e ossa e Sei di corvi. La serie è ideata da Eric Heisserer, prodotta dalla 21 Laps Entertainment di Shawn Levy e diretta da Lee Toland Krieger. Le riprese sono iniziate nell'ottobre 2019 e si sono concluse nel febbraio 2020. La distribuzione è avvenuta su Netflix il 23 aprile 2021.

## Riconoscimenti
- 2019 - San Diego Comic-Con International
  - Premio Inkpot[16]